# Las Provincias Televisión
Las Provincias Televisión (nom comercial Las Provincias TV) és un canal de televisió privat que emet al País Valencià. Pertany al grup Las Provincias Multimedia, participat al seu torn pel grup Vocento. S'integrava a la xarxa de televisions locals d'aquest darrer, Punto TV, pel que comparteix gran part de la seva programació. El seu director és Juan Candela.
Anteriorment conegut sota la denominació comercial de LP Teva (Las Provincias Televisión Valenciana) i, en un principi com a TeVa Televisión, emetia pel sistema de televisió analògica per a l'àrea metropolitana de la ciutat de València i en simulcast, per televisió digital terrestre, per tot el País Valencià. Las Provincias TV és juntament amb La 8 Mediterráneo una de les dues televisions privades que compten amb llicència per emetre a tot el País Valencià.
El 17 de maig del 2010 la seua freqüència va ser ocupada per La 10 Comunidad Valenciana, fins que el 25 d'octubre de 2010, en emetre La 10 per a tot el territori nacional, Las Provincias llogara el seu canal a Metropolitan TV. El canal de telebotiga en castellà EHS (European Home Shopping) el substituí el 20 de febrer de 2013, tot i que, des del 2014 i durant 45 minuts, a les 21:30, s'emetia una tertúlia des de la redacció del diari Las Provincias. Finalment, el 19 d'agost de 2016, EHS va haver de cessar les seues transmissions a la TDT a les autonomies on emetia, i Las Provincias va haver de recuperar el canal, reemetent contingut del seu antic arxiu, i sense tertúlia des de la seua redacció. Actualment, des de l'1 de setembre de 2017, la freqüència del canal emet el canal BOM Cine, ja que aquesta és exclusivament propietat del mateix, i no de Las Provincias. Des del desembre del 2020 BOM Cine emet cortinetes, vídeos de promocions de pel·lícules i mosques de publicitat en valencià al seu canal al País Valencià.

## Programació
Las Provincias TV emetia una programació generalista, en castellà, tot i que, amb alguns programes en valencià, que combina la producció pròpia de caràcter local amb la programació en cadena amb la resta de canals de Punto TV.
El gruix de la programació pròpia són els informatius. Al matí, emeten un programa comarcal i d'entrevistes que presenta Pasqual Herreros. A la nit hi ha una edició d'informatius, que dirigeix i presenta el periodista valencià Ángel Ramírez, acompanyat en la informació esportiva per Kike Mateu. En la franja nocturna emet Redacción de Noche, un magazín informatiu presentat per José Forés.
De la resta de la programació destaquen els espais Sicania i La Senda Oculta, ambdós presentats per Chema Ferrer, i Nuestras Bandas de Música, dirigit i presentat per Octavio Hernández Bolín, que cada diumenge de dues a tres de la vesprada dona un reflex de l'activitat de les bandes de música del País Valencià.

## Logotips
Las Provincias TV va tindre set logotips al llarg de la seua història: un correspon al període de TEVA TV (1995-2002), dos al període d'LP TEVA (2002-2008), un a Las Provincias TV (2008-2010), un a La 10 CV (2010), i dos al període en què Las Provincias emetia contingut enllaunat o una tertúlia, a través de Metropolitan TV (2010-2013), EHS (2014-2016) i del seu propi canal (2016-2017). Als primers dos logotips s'observen els colors de la Reial Senyera a les lletres del canal.

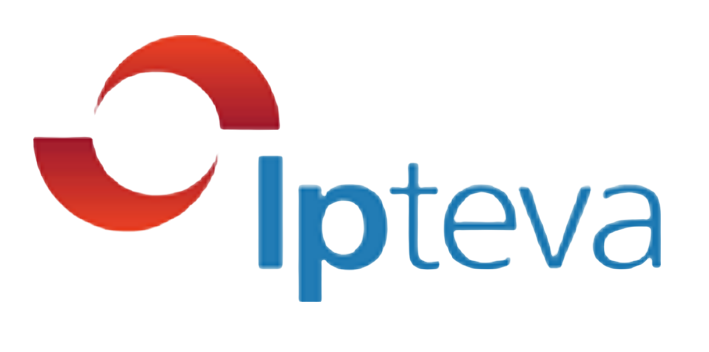
Des del 2005 fins al 2008
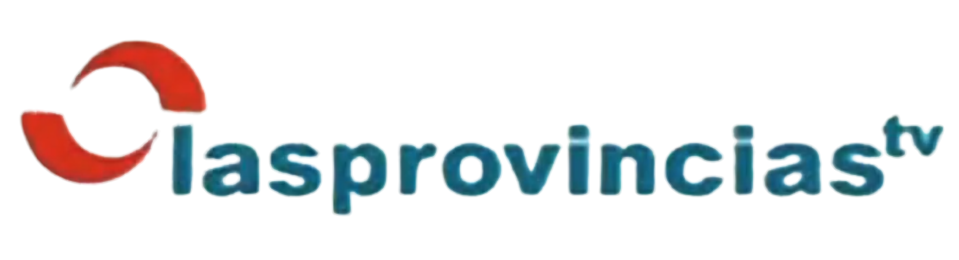
Des del 2008 fins al 2010
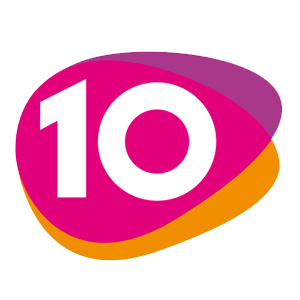
Des del 17 de maig fins al 25 d'octubre del 2010
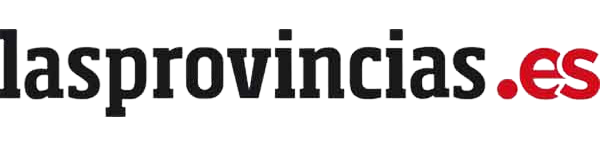
Des del 2010 fins al 2013.
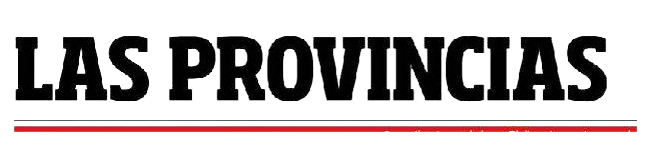
Des del 2014 fins al 2017